# Беким Јашари
Беким Хамез Јашари (енгл. Bekim Hamëz Jashari; Доње Преказе, 28. јануар 1975) албански је политичар са Косова и Метохије. Од 22. октобра 2017. до 30. новембра 2021. био је председник општине Србица.

## Биографија
Рођен је 28. јануара 1975. године у Доњим Преказама, у тадашњој Социјалистичкој Републици Србији. Син је Фериде и Хамеза Јашарија, те братанац Адема Јашарија. Избегао је у Минхен пре почетка рата на Косову и Метохији и ликвидације терористичке групе Јашари.
Године 2017. кандидовао се за председника општине Србица. Демократска партија Косова управљала је Србицом од завршетка рата на Косову и Метохији, али из поштовања према породици Јашари није никога кандидовала на овим изборима. Јашари је 22. октобра 2017. године проглашен за председника општине с освојених 85,5% гласова.

## Контроверзе
Док је био председник општине Србица изјавио је да су „врата Србице затворена за само две државе на свету — Србију и Русију”. Ова изјава је наишла на изузетно негативне реакције у српској јавности, док су званичници Србије рекли да је оваква порука „одраз поремећеног ума и да показује жељу појединаца да затру српско постојање на Косову и Метохији”.